# Andrea Fischbacher
Andrea Fischbacher, född 14 oktober 1985 i Schwarzach im Pongau, är en österrikisk alpin skidåkare.
Fischbacher vann guld i super-g i junior-VM 2004. Hon delade guldet med Nadia Fanchini. Hon tog guld i super-G även i junior-VM 2005.
Hon debuterade i världscupen den 11 mars 2004 i Sestriere. Det var också i Sestriere hon vann sin första världscuptävling den 10 februari 2008.
Fischbacher deltog i OS i Turin 2006 i super-g där hon blev 13:e. I OS i Vancouver 2010 vann hon guld i super-G och kom på fjärde plats i störtlopp.
I VM 2009 vann hon brons i super-G.
Andrea Fischbacher är syssling till Hermann Maier.

## Världscupsegrar
| Datum            | Plats         | Disciplin |
| ---------------- | ------------- | --------- |
| 10 februari 2008 | Sestriere     | Super-G   |
| 28 februari 2009 | Bansko        | Störtlopp |
| 2 mars 2014      | Crans-Montana | Störtlopp |

## Fotnoter
1. ↑  Resultat JVM 2004 super-G
2. ↑  Andrea Fischbacher hos fis-ski.com
3. ↑  "The Herminator's cousin races to Super-G gold" - bild.se
4. ↑  Delad seger med Fabienne Suter